# Taiken Mon In no Horikawa
Taiken Mon In no Horikawa (待賢門院堀河) est une poétesse japonaise de la fin de l'époque de Heian. Son père est Minamoto no Akinaka et ses sœurs Taifu no Suke et Jōsai Mon In no Hyōe. Elle compte parmi les trente-six poétesses immortelles.
Elle est servante de la princesse impériale Yoshiko, fille de l'empereur Horikawa et reçoit le nom de Rokujō (六条), puis elle sert l'impératrice Fujiwara no Tamako aussi appelée Taiken Mon In (待賢門院), impératrice-consort de l'empereur Toba, et reçoit le nom de Horikawa (堀河). En 1142 et 1143, elle participe à plusieurs utaawase (concours de waka. Une rivalité poétique existe entre elle et le moine Saigyō.
Certains de ses poèmes sont inclus dans les anthologies Kin'yō Wakashū et Chokusen Wakashū. Sa propre collection personnelle s'intitule Taiken Mon In no Horikawa-shū (待賢門院堀河集). Un de ses poèmes est inclus dans le Hyakunin Isshu.